# Ácido fosfovanadomolíbdico
Os ácidos fosfovanadomolíbdicos ou molibdovanadofosfóricos são compostos heteropoliácidos mistos contendo os elementos fósforo, vanádio e molibdênio (além de hidrogênio e oxigênio), contendo o fósforo como heteroátomo e molibdênio e vanádio como metais de adendo, sendo, portanto, heteropoliácidos de adendo misto. Podem ser considerados como derivados do ácido fosfomolíbdico, no qual alguns átomos de molibdênio são substituídos por vanádio (tipicamente, com 1 a 3 molibdênios substituídos). Os principais ácidos do tipo são o composto com um vanádio (ácido 11-molibdo-1-vanadofosfórico, H
4PMo
11VO
40
), com dois (ácido 10-molibdo-2-vanadofosfórico, H
5PMo
10V
2O
40
) e com três vanádios (ácido 9-molibdo-3-vanadofosfórico, H
6PMo
9V
3O
40
). Esses compostos são sólidos amarelo-laranja intensos (com a cor mais intensa conforme aumenta o teor de vanádio) e, como reagentes industriais, são geralmente obtidos e utilizados misturados entre si. 

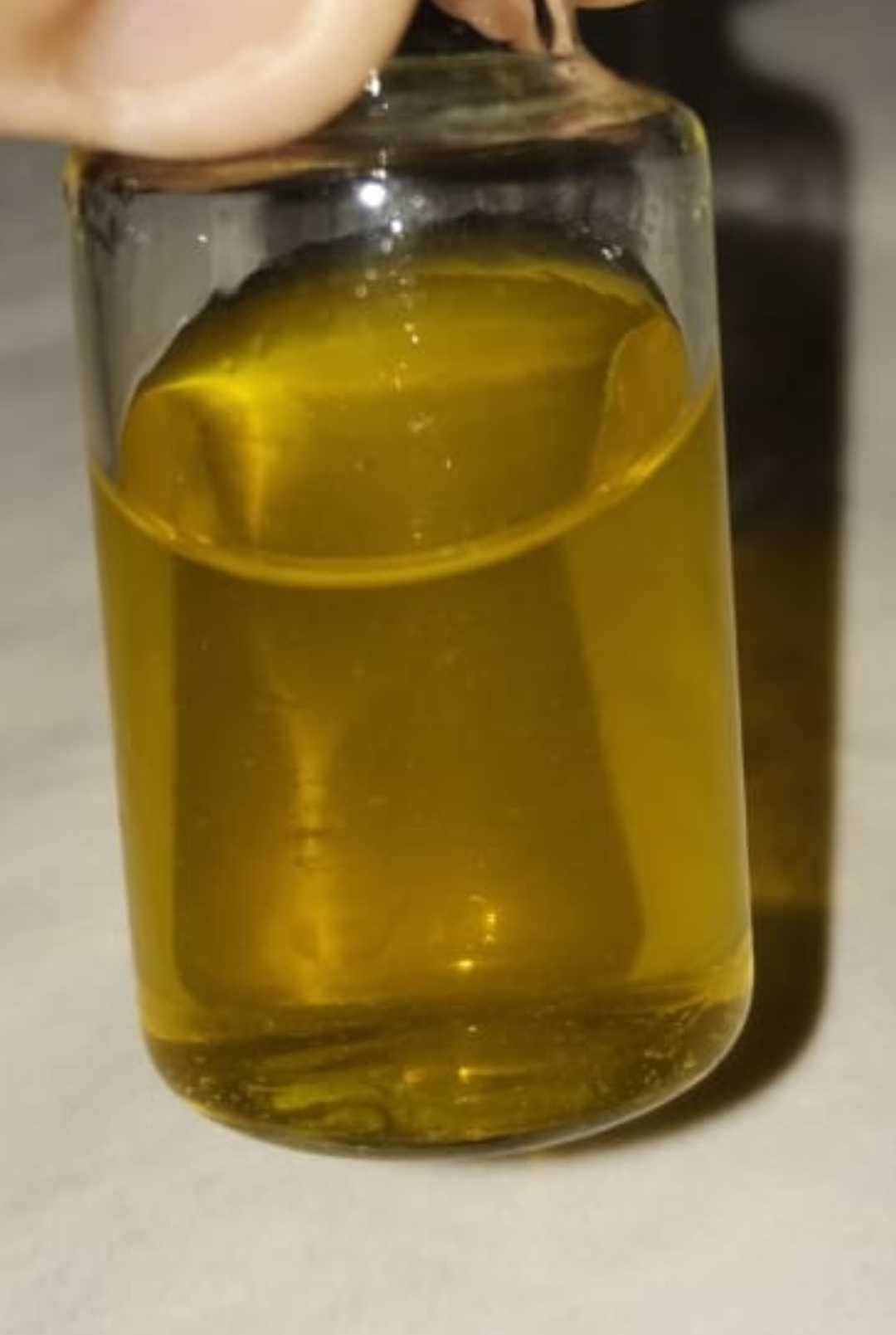
Solução alcoólica de um ácido fosfovanadomolíbdico.

O composto com dois vanádios, também conhecido como PMoV2 ou HPA-2 (em que o número representa a quantidade de átomos de V na estrutura) é o composto químico mais bem caracterizado dentre eles, e geralmente produzido e utilizado em maior quantidade.
Estse compostos são muito utilizados como catalisadores em muitos processos industriais e sínteses orgânicas.

## Estrutura

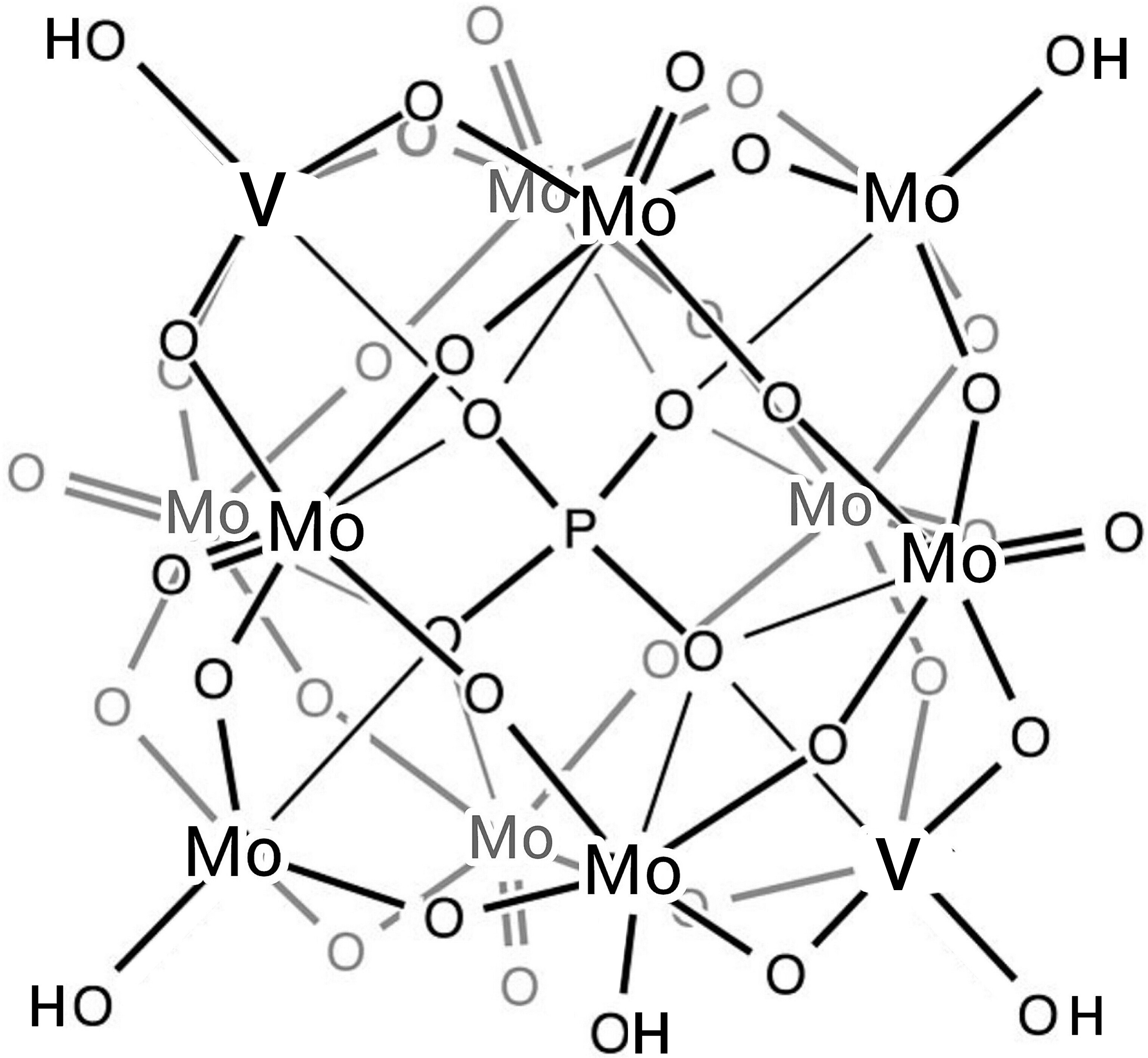
Estrutura molecular de um dos isômeros posicionais do ácido 10-molibdo-2-vanadofosfórico.

Essas substâncias são complexos de coordenação com uma estrutura complexa conhecida como estrutura de Keggin, em homenagem ao seu descobridor, James F. Keggin.
A estrutura tem uma simetria tetraédrica aproximada e é composta de um heteroátomo (no caso o fósforo) cercado por quatro átomos de oxigênio para formar um tetraedro. Esses quatro oxigênios que coordenam o fósforo central também estão ligados, cada um, a três átomos de metal. Os átomos metálicos na estrutura possuem todos coordenação octaédrica e estão cercados, cada um, por seis oxigênios. Esses átomos metálicos são constituídos geralmente por nove a onze centros de molibdênio hexavalente (Mo6+
) e um a três de vanádio pentavalente (V5+
). Os compostos com dois ou mais vanádios existem como uma mistura de isômeros posicionais, diferenciando-se entre si pelas posições dos átomos de vanádio pela estrutura do cluster. O heteroátomo, por sua vez, está localizado centralmente e enjaulado por 12 unidades octaédricas MO
6
 ligadas entre si por átomos de oxigênio compartilhados. Há um total de 24 átomos de oxigênio em ponte que ligam os átomos de metal vizinhos entre si, além de doze átomos de oxigênio terminais ligados a cada cento de molibdênio ou vanádio (alguns deles como grupos =O duplamente ligado, e outros como –OH no ácido ou –O- no ânion). Os centros metálicos nos 12 octaedros estão dispostos em uma esfera quase equidistante um do outro, em quatro unidades M
3O
13
, dando à estrutura completa uma simetria tetraédrica geral. Os octaedros são ligeiramente distorcidos. As cargas negativas do ânion encontram-se deslocalizadas por toda a estrutura.

## Síntese
Os ácidos fosfovanadomolíbdicos podem ser obtidos a partir da reação química entre trióxido de molibdênio, pentóxido de vanádio e ácido fosfórico nas proporções adequadas em um meio fortemente ácido (tipicamente ácido nítrico).
- Composto com 1 vanádio:

22MoO
3 + V
2O
5 + 2H
3PO
4 + H
2O  →  2H
4[PMo
11VO
40]
- Composto com 2 vanádios:

10MoO
3 + V
2O
5 + H
3PO
4 + H
2O  →  H
5[PMo
10V
2O
40]
- Composto com 3 vanádios:

18MoO
3 + 3V
2O
5 + 2H
3PO
4 + 3H
2O  →  2H
6[PMo
9V
3O
40]
Alternativamente, esses ácidos podem ser produzido a partir de soluções de fosfato, molibdato e vanadato em um meio fortemente ácido. Para o composto contendo dois vanádios, temos a seguinte reação:
10MoO2–
4 + 2VO3–
4 + PO3–
4 + 29H+  →  H
5[PMo
10V
2O
40] + 12H
2O
Os compostos obtidos, de cor amarela-laranja intensa, podem ser facilmente separados das impurezas (como os sais dos contra-íons) por meio da extração em solventes orgânicos tais como o éter, nos quais esses heteropoliácidos são altamente solúveis.
Esse composto também pode ser obtido numa reação de equilíbrio a partir da mistura de ácido fosfomolíbdico e um sal de pervanadila em meio ácido. Por exemplo, para o composto contendo apenas um vanádio:
H
3[PMo
12O
40] + VO+
2 + H+
 {\displaystyle \rightleftharpoons } H
4[PMo
11VO
40] + MoO2+
2

## Reações

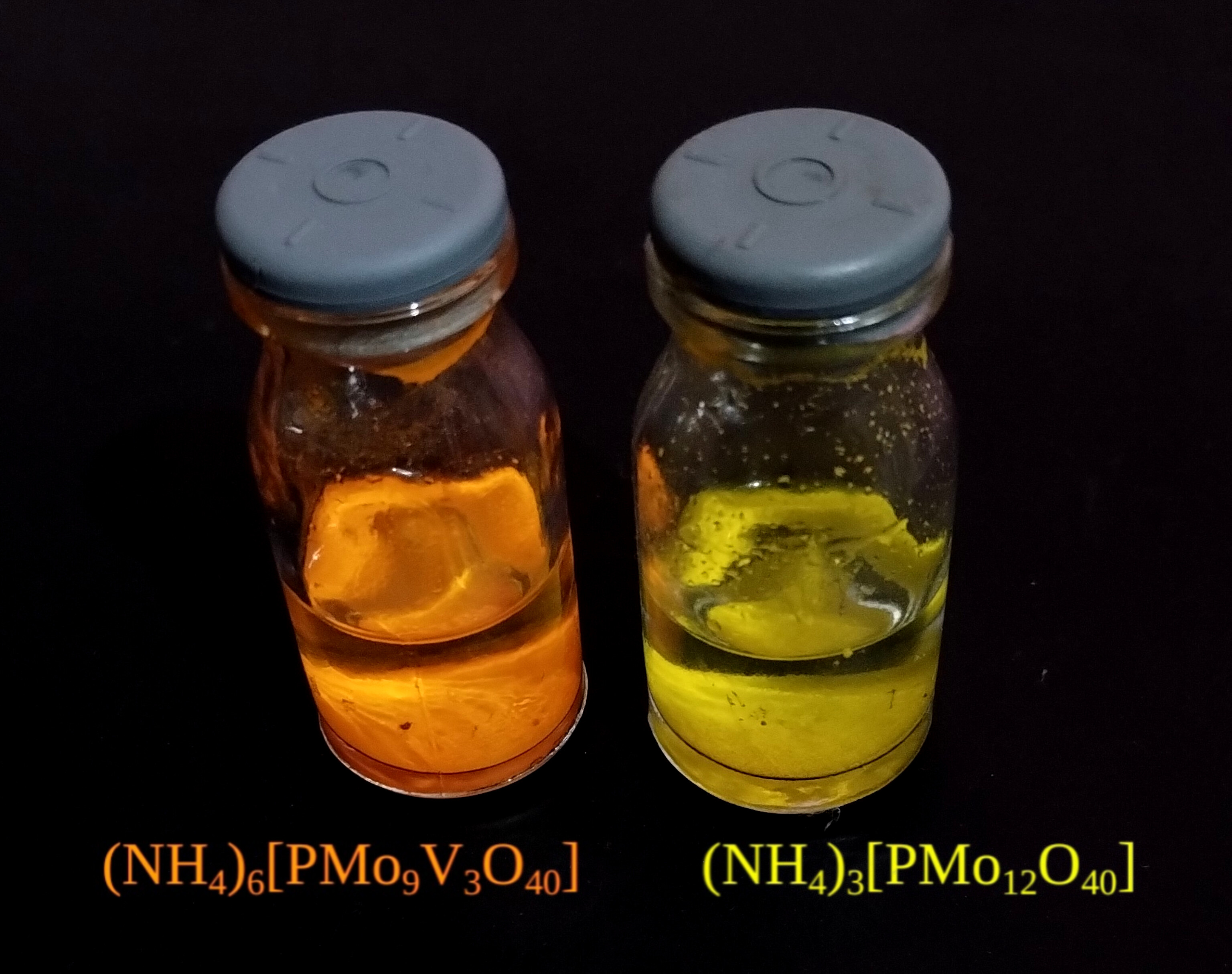
Amostra do sal fosfovanadomolibdato de amônio (frasco da esquerda, laranja) com um frasco contendo fosfomolibdato de amônio (frasco à direita, amarelo) ao lado para comparação. Ambos os sais de amônio desses heteropoliácidos são sais insolúveis em água.

Sendo ácidos, esses compostos reagem com bases para formar sais chamados fosfomolibdovanadatos. O composto H
5[PMo
10V
2O
40]
, por exemplo, forma produtos como o sal de sódio Na
5[PMo
10V
2O
40]
 e o sal duplo com prata e acetato Ag
6[PMo
10V
2O
40](CH
3CO
2)
.
Em meio fortemente básico, contudo, esses compostos se decompõem:
[PMo
11VO
40]4– + 24OH–  →  PO3–
4 + VO3–
4 + 11MoO2–
4 + 12H
2O
[PMo
10V
2O
40]5– + 24OH–  →  PO3–
4 + 2VO3–
4 + 10MoO2–
4 + 12H
2O
[PMo
9V
3O
40]6– + 24OH–  →  PO3–
4 + 3VO3–
4 + 9MoO2–
4 + 12H
2O
Em meio ácido (inclusive o meio proporcionado pela sua própria acidez), esses compostos sofrem decomposição reversível em solução aquosa, liberando um dos átomos de vanádio da estrutura como íons pervanadila (VO+
2
) e um outro heteropoliácido com uma estrutura de Keggin lacular, com um átomo de metal faltante. Desta forma, soluções de ácidos fosfovanadomolíbdicos sempre contêm algum íon pervanadila livre.
H
5[PMo
10V
2O
40] + H+ + 5H
2O
 {\displaystyle \rightleftharpoons } H
8[PMo
10VO
39] + [VO
2(H
2O)
4]+

Os ácidos fosfovanadomolíbdicos são agente oxidantes moderados e podem sofrer redução na presença de agentes redutores. Ao serem reduzidos, ocorre a formação produtos de cor azul. Os átomos de vanádio são preferencialmente reduzidos, com mudança de seu estado de oxidação de +5 para +4. No entanto, os átomos de molibdênio também podem sofrer redução do estado +6 para o +5, criando um produto reduzido de valência mista. A intensa cor azul provém tanto da espécie química de vanádio tetravalente quanto das transições de intervalência entre MoVI – MoV.
[PMoVI
10VV
2O
40]5–
(laranja) + 4e- -> [PMoV
2MoVI
8VIV
2O
40]9–
(azul-escuro)

## Usos
O ácido fosfovanadomíbdico é empregado como catalisador heterogêneo para a hidroxilação do benzeno pelo H
2O
2
., além de catalisador em reações de oxidação de compostos orgânicos, como a oxidação de ditióis por permanganato de potássio ou na oxidação de cetonas pelo oxigênio. Também atua como um importante catalisador redox em diversas reações, na epoxidação de alcenos e algumas polimerizações.
Esse composto também parece exibir atividades antitumorais.